# Clusia cochlitheca
Clusia cochlitheca är en tvåhjärtbladig växtart som beskrevs av Bassett Maguire. Clusia cochlitheca ingår i släktet Clusia och familjen Clusiaceae. Inga underarter finns listade i Catalogue of Life.